# Andrei Brezianu
Andrei Brezianu (n. 14 noiembrie 1934, București – d. 20 martie 2015) a fost un eseist, prozator și traducător român.

## Biografie
Andrei Brezianu s-a născut la 14 noiembrie 1934, la București. Este fiul Adinei (născută Assan) și al lui Barbu Brezianu, scriitor și critic de artă; Dominic Brezianu este fratele lui mai mic. A fost căsătorit cu scriitoarea Alexandra Târziu.
Andrei Brezianu a urmat Liceul Francez (1945-1948), apoi Liceul „I.L. Caragiale” din București (1948-1952). După bacalaureat, a lucrat un an ca muncitor pe șantiere de construcție, pentru a se putea înscrie în 1953 la Universitatea din București. După numai un an de filologie clasică, s-a înscris la Institutul Teologic Romano-Catolic din Alba Iulia, continuându-și studiile la Iași, unde obține licența în 1959. Între 1960 și 1964 a lucrat iarăși ca muncitor în cadrul unor cooperative de artă aplicată. În 1964, odată cu renunțarea la „dosarele de origine socială”, s-a înscris la secția engleză-română a Institutului de Limbi și Literaturi Străine al Universității din București, absolvind în 1969. Între 1970 și 1985, lucrează ca redactor principal pentru literaturile engleză și americană la revista „Secolul 20”. În 1981, și-a susținut doctoratul în filologie cu teza Swift and His Romanian Speaking Audiences Before 1944, tratând receptarea timpurie a marelui scriitor englez în cultura română. În 1985, a fost numit fellow commoner la Churchill College (Cambridge, Marea Britanie), pentru ca în 1986, ajuns în Statele Unite ale Americii, să fie angajat la postul de radio Vocea Americii, unde, după puțin timp, a devenit redactor-șef, apoi șeful secției de limba română, în 1990 și 1991, a predat, ca lector asociat, cursuri de literatură comparată la Catholic University of America (Washington).
Andrei Brezianu este unul dintre autorii volumului România. A Case in Dynastic Communism (New York, 1989), precum și editor al lucrării Historical Dictionary of the Republic of Moldova (Lanham-Londra, 2000). A debutat în 1967, în „Tribuna”, cu două poeme traduse din scriitorul american Wallace Stevens, iar în volum, în 1971, cu Povestea unui poloboc, satire și alte pamflete de Jonathan Swift, la care a semnat traducerea, introducerea și aparatul critic. A colaborat cu studii de istorie literară, eseuri, proză, traduceri la revistele „Secolul 20”, „Transilvania”, „Luceafărul”, „Syn- thesis”, „Revue des etudes sud-est europeennes”, „Agora”, „Meridian” etc.
Volumul de eseuri Odiseu în Atlantic (1977; Premiul Uniunii Scriitorilor), consacrat spiritualității engleze, îl definește pe Brezianu drept un analist erudit, meticulos și riguros, atras în special de operele „deschise", ce lasă locul unor interpretări multiple. Din chiar acest prim volum se conturează preocupările constante ale carierei viitoare: interesul pentru opera lui Swift, din care vor rezulta o ediție critică și o teză de doctorat, și afinitatea pentru opera lui James Joyce, în legătură cu care aduce și un element inedit, dacă nu chiar spectaculos.
Astfel, mergând cu scrupul detectivistic pe urma unui sumar indiciu literar, eseistul dovedește că Joyce pornea în toate componentele scrisului său de la realitate: cartea scrisă de căpitanul Hozier despre războiul de la 1877, carte ce se afla pe un raft al locuinței lui Leopold Bloom (Ulysses), există în realitate, un exemplar găsindu-se la British Museum.
Următorul volum, Ieșirea la țărmuri (1978), a fost receptat ca un roman mitic, ca o istorie alegorică. Deși subiectul este axat pe Războiul de Independență de la 1877, tratat cu abundență de date, totul este, de fapt, în maniera lui Joyce din Ulysses, inventat: născocire savantă a unui joc intelectual cât se poate de serios. Numeroase trimiteri livrești, mulțimea simbolurilor și a emblemelor fac din acest volum o scriere „cu cheie”, ce poate fi citită „ca un mic tratat de istorie scris cu procedeele prozei lui Borges” (Sorin Titel).
Același demers romanesc este folosit și în Castelul Romanului. Etymologicum parvum (1981), o narațiune insolită de tip fantastic. Eroul, Logographus, pornește într-o călătorie inițiatică în misteriosul Castel al Romanului, o fortăreață ce păzește cu strictețe o altă realitate, închisă, severă, aristocratică. Drumul este anevoios, inițierea e plină de primejdii și obstacole, dar, acestea odată depășite, se poate atinge acea nouă realitate, care, deși născocită, poate fi mai reală decât prima.
Din această perspectivă, lectura devine o adevărată expediție, un proces de inițiere, în care probele de foc sunt chiar romanele, cu tâlcul lor ascuns. Tipul de scriitură practicat aici se aseamănă și uneori chiar trimite la scrierile lui Jorge Luis Borges și Hermann Hesse. Brezianu este, de asemenea, autorul a numeroase antologii și traduceri din literatura engleză și americană.
În versiunea lui, a fost pusă în scenă, în stagiunea 1985-1986, la Teatrul „Constantin Nottara" din București, piesa Cum vă place, de Shakespeare, iar Democrația de Iosip Brodsky a fost jucată, în 1991-1992, la Teatrul „Anton Pann" din Râmnicu Vâlcea.

## Opera
- Odiseu în Atlantic, Cluj Napoca, 1977;
- Ieșirea la țărmuri, București, 1978;
- Castelul Romanului. Etymologicum parvum, București, 1981;
- Translații, Cluj Napoca, 1982.
- Itinerarii euro-americane, București, 2004.
- Intre Washington și București,București, 2006.
- Incorect în Epithymia: tribulațiile și sfârșitul lui Dennis Little, Târgu Lăpuș, 2012.

### Ediții
- Războiul Independenței. 1877-1878, București, 1977.
- The Historical Dictionary of the Republic of Moldova, Lanham, Maryland and London, 2000.
- The Historical Dictionary of Moldova (în colaborare cu Vlad Spânu), Lanham, Maryland 2007.
- Moldova from A to Z (în colaborare cu Vlad Spânu), Lanham, Maryland, Toronto, Plymouth, UK, 2010.

### Traduceri
- Jonathan Swift, Povestea unui poloboc, satire și alte pamflete, introducerea traducătorului, București, 1971, Jurnal pentru Stella, introducerea traducătorului, București, 1973, Călătoriile lui Gulliver. Povestea unui poloboc și alte satire, București, 1985 (în colaborare cu Leon Levițchi);
- Erich Segal, Poveste de iubire, introducerea traducătorului, București, 1972;
- Sidney Geist, Brâncuși, București, 1973;
- Robert Stone, Sala oglinzilor, introducerea traducătorului, București, 1974 (în colaborare);
- Antologia eseului englez, I-II, București, 1975 (în colaborare);
- Istoria criticii literare moderne. 1750-1950, București, 1979 (în colaborare);
- Eugen Jebeleanu, Groapa cu lei - The Lions' Den, ediție bilingvă, prefață de Lucian Raicu, București 1980;
- Kostas Assimakopoulos, Omoruri în Sparta, București, 1983 (în colaborare cu Ecaterina Sismanoglu);
- Thomas a Kempis, Imitațiunea lui Cristos, Traducere nouă, după originalul latin, cu stabilirea concordanțelor citatelor din Sfînta Scriptură, de Andrei Brezianu, Arhiepiscopia Romano-Catolică București, 1992